# Oecobius thar
Espèce
Oecobius thar est une espèce d'araignées aranéomorphes de la famille des Oecobiidae.

## Distribution
Cette espèce est endémique du Rajasthan en Inde,. Elle se rencontre dans le district de Jaisalmer vers Sam.

## Habitat
Cette espèce se rencontre dans le désert du Thar.

## Description
Le mâle holotype mesure 1,77 mm et la femelle paratype 1,89 mm.

## Systématique et taxinomie
Cette espèce a été décrite par Tripathi, Sudhikumar et Sherwood en 2023.

## Étymologie
Son nom d'espèce lui a été donné en référence au lieu de sa découverte, le désert du Thar.

## Publication originale
- Tripathi, Sudhikumar & Sherwood, 2023 : « A new species of Oecobius Lucas, 1846 from the Thar Desert, India (Araneae: Oecobiidae). » Zootaxa, no 5389(4), p. 483-490.